# Seedorf (Uri)
Seedorf (UR) is een gemeente en plaats in het Zwitserse kanton Uri.
Seedorf (UR) telt 1.834 inwoners.
Altdorf · Andermatt · Attinghausen · Bauen · Bürglen · Erstfeld · Flüelen · Göschenen · Gurtnellen · Hospental · Isenthal · Realp · Schattdorf · Seedorf · Seelisberg · Silenen · Sisikon · Spiringen · Unterschächen · Wassen